# Journal of Surgical Oncology
Journal of Surgical Oncology is een internationaal, aan collegiale toetsing onderworpen wetenschappelijk tijdschrift op het gebied van de oncologie en chirurgie. De naam wordt in literatuurverwijzingen meestal afgekort tot J. Surg. Oncol. Het wordt uitgegeven door John Wiley & Sons.